# Redings Mill
Redings Mill – wieś w Stanach Zjednoczonych, w stanie Missouri, w hrabstwie Newton.